# Shalrie Joseph
Shalrie Jamal Joseph (Saint George, Granada, 24 de mayo de 1978) es un exfutbolista granadino. Jugaba en la posición de centrocampista.

## Selección nacional
Ha sido internacional con la Selección de fútbol de Granada, ha jugado 30 partidos y anotó 3 goles.

### Participaciones en la Copa de Oro de la Concacaf
| Copa                            | Sede           | Resultado    |
| ------------------------------- | -------------- | ------------ |
| Copa de Oro de la Concacaf 2009 | Estados Unidos | Primera fase |

## Clubes
| Último Club            | País           | Año         |
| ---------------------- | -------------- | ----------- |
| New York Freedom       | Estados Unidos | 2002        |
| New England Revolution | Estados Unidos | 2003 - 2011 |
| Chivas USA             | Estados Unidos | 2012        |

## Palmarés

### Campeonatos nacionales
| Título                   | Club                   | País           | Año  |
| ------------------------ | ---------------------- | -------------- | ---- |
| Lamar Hunt U.S. Open Cup | New England Revolution | Estados Unidos | 2007 |

### Copas internacionales
| Título                   | Club                   | País           | Año  |
| ------------------------ | ---------------------- | -------------- | ---- |
| SuperLiga Norteamericana | New England Revolution | Estados Unidos | 2008 |